# غيم رانكينغز
جيم رانكينجز (بالإنجليزية: GameRankings) هو موقع على شبكة الإنترنت يقوم بجمع نتائج مراجعات ألعاب الفيديو من مصادر موجودة وغير موجودة على الإنترنت (كالصحف والمطبوعات)، لإعطاء تصنيف متوسط.

## وصلات خارجية
- GameRankings
- "High Scores Matter To Game Makers, Too", The Wall Street Journal, September 20, 2007.
- "Video games: Aiming to please?" نسخة محفوظة 3 مايو 2015 على موقع واي باك مشين., StarTribune, June 7, 2008.
- "Things that suck about video game reviews", That Videogame Blog, April 2, 2008.
- "Do Review Scores Really Matter?", Dpad Magazine, June 11, 2010.